# 议会大厦 (墨尔本)

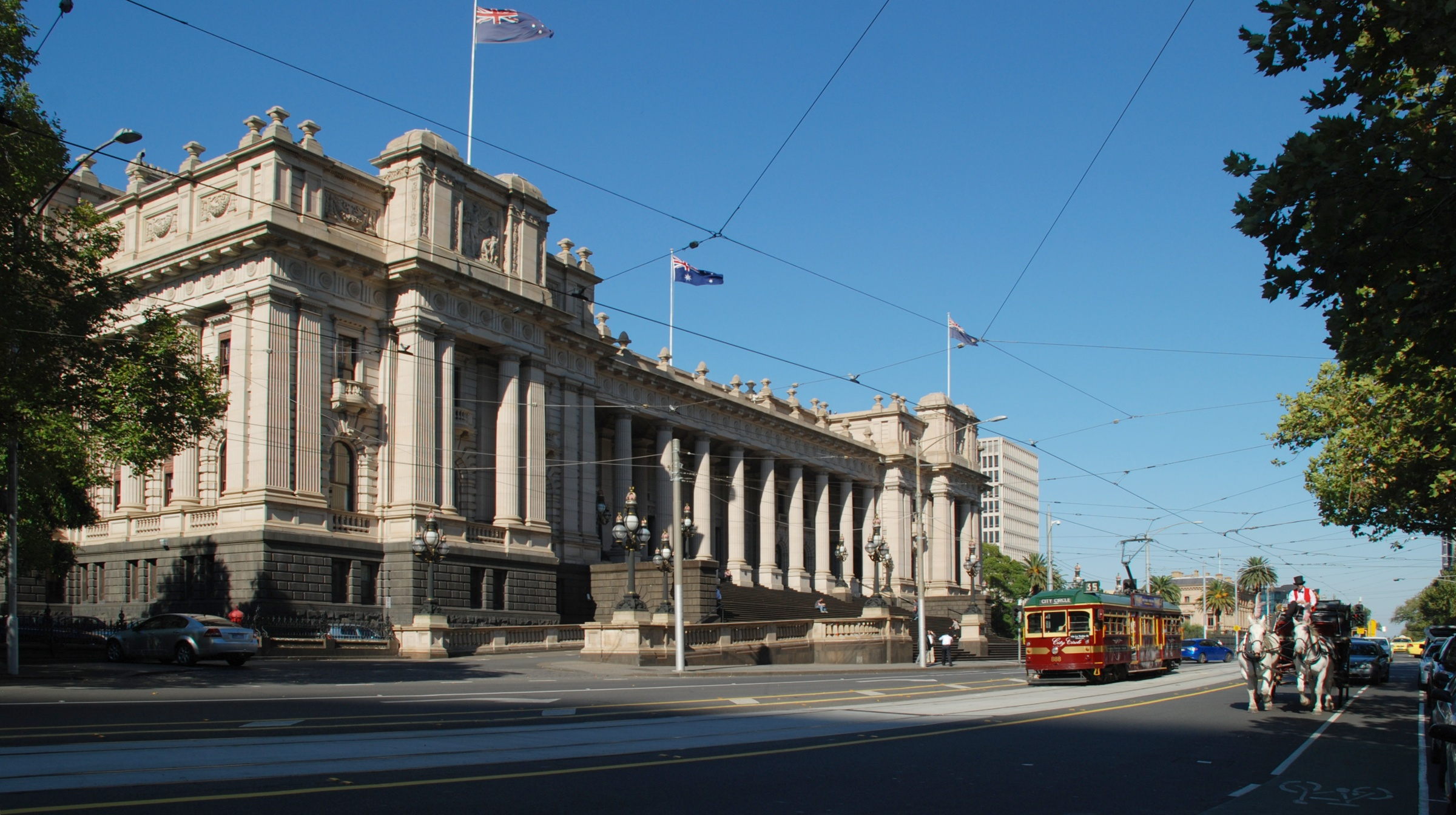
墨尔本议会大厦

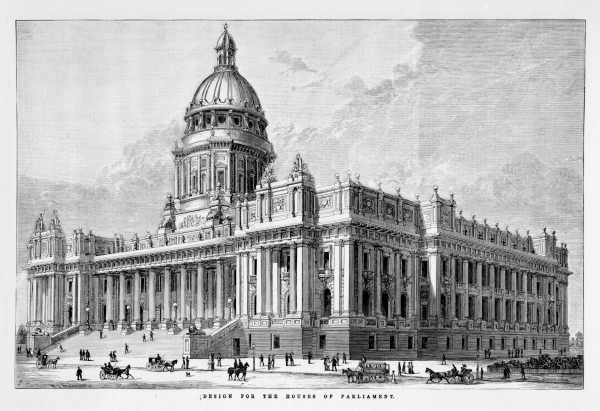
原设计图平板印画。原设计的阅览室穹顶和两边的翼楼一直未建成，不过历年来也屡次有提案提出加盖圆顶。

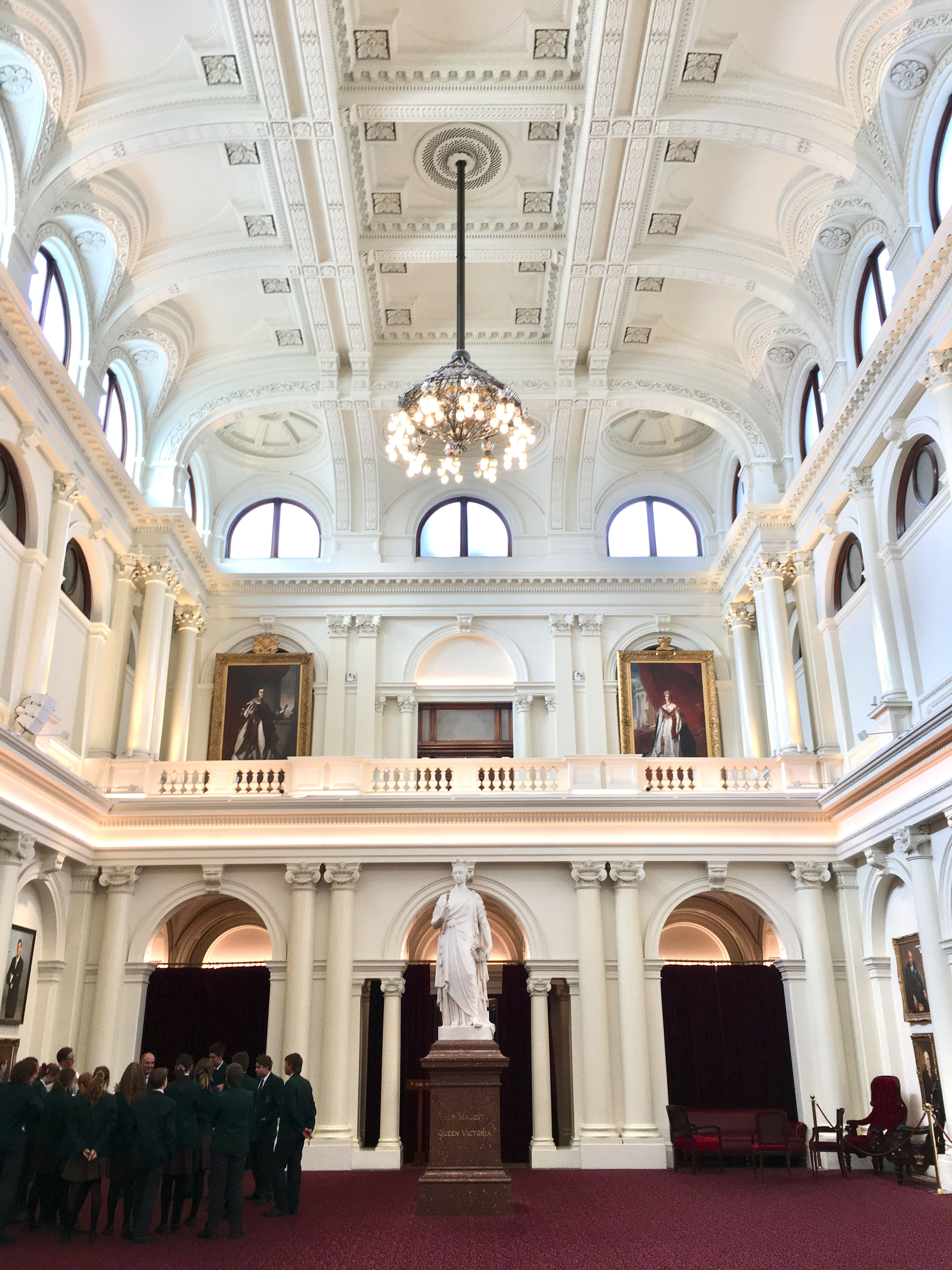
大厦的女王厅，陳列一尊维多利亚女王塑像。

议会大厦（英語：Parliament House）是位于澳大利亚维多利亚州首府墨尔本的重要历史建筑。议会大厦位于墨尔本市中心东部的东墨尔本区司布林街（Spring Street）。大楼兴建于1855年，从1856年到1900年是维多利亚的殖民地议会驻地，1901年到1927年是澳大利亚议会驻地，1927年至今恢复为维多利亚州议会驻地，因此也称作维多利亚议会大厦或墨尔本议会大厦。

## 建筑历史
1851年，随着英帝国在澳洲的几个较大的殖民地开始酝酿责任政府自治，维多利亚副督查理·拉托貝（英語：Charles La Trobe）命令殖民地测绘官罗伯特·霍德尔（英語：Robert Hoddle）为将来的殖民地立法机构选址建造厅舍。霍德尔在他为墨尔本市中心规划的方格的正东侧的山丘上选择了一块土地。在当时，墨尔本的建筑很少有超过两层的，因此建在山丘上的议会厅舍可以有俯瞰府城之势。在接下去举行的设计竞赛，约翰·奈特（英語：John Knight）的设计获得第一名，但政府还是决定使用政府建筑师查理·帕司理（英語：Charles Pasley）的设计（其助手彼得·科尔（英語：Peter Kerr）协助修改），但具体建造由奈特负责。帕斯利的设计基本使用了罗马复兴风格。
大楼在1855年12月开工，大楼的第一期工程在1856年竣工，但直到1929年才完成最近一期工程（原设计的部分至今仍未建造）。1856年完成的部分包括为议会两院（分别是维多利亚立法院（众议院）和维多利亚立法局（参议院））所建的议事厅。当时两院厅舍还分处道路两侧，中间是市中心要道博克街（英語：Bourke Street）的东段。1860年完成了议会图书馆，1879年则完成了两院之间的大厅（现称女王厅）和门厅，终于将两侧的建筑连接起来。19世纪80年代，由于维多利亚的淘金潮造成了殖民地的空前繁荣，政府决定在大楼门前加盖古典主义式样的柱廊，1892年建成，这就是现在看到的司布林街上的宏伟正立面。1893年完成了北翼建筑，1929年完成了大楼后面的休息区。大楼的内部设计融入了当时的高新科技，包括1877年安装的世界上第一套通知议员投票的电铃系统。
虽然现在看到的大楼的建造历经70多年，其中对原设计也多有改动，但现在的格局基本取得一致感。建筑内房间的分配，特别是由正立面进入门厅，然后分中、左、右分别进入女王厅和两院厅舍的设计，不但宏伟有序、符合逻辑，更反映了君主、参院、众院三部合一组成议会的象征意义。這一具有象徵意義的佈局設計後來也被坎培拉的臨時议会大廈和新议会大廈延用。
帕司理和科尔的设计还包括了一个圆顶，但1891年开始的经济衰退使这一部分工程被搁置。历届政府不时提议建造圆顶以完成建筑的主体构造，但每次都被造价吓退。最近一次提议是1992年，简纳德政府当选后设立委员会研究完成圆顶的方案。1996年州长简纳德和反对党领袖布朗比达成共识，在世纪末之前完成圆顶，但最终由于工会拒绝保证工程中不举行罢工，造成工程预算得不到保证，造成计划又被搁置。
大厦列入维多利亚遗产名录。2005年到2006年，议会大厦隆重庆祝了大厦落成造150年。

## 使用历史

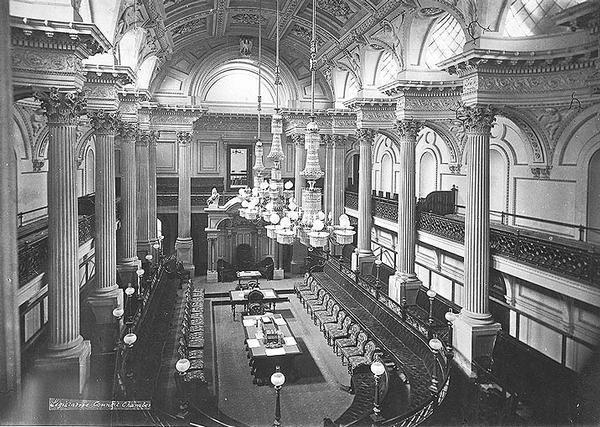
1878年的立法局（参议院）议事厅

1850年帝国议会通过《1850年澳洲诸地宪制法令》将维多利亚从新南威尔士分离，成立独立的殖民地，并同时规定新成立的殖民地由一名副督治理，同时新南威尔士督抚升总督衔（英語：Governor-General），直辖新南威尔士并兼巡维多利亚。同时法令还规定副督得设立立法局，其中三分之二议席选举产生，三分之一由副督代表君主委任。1851年，在新南威尔士议会通过相应条例后，维多利亚议会宣告成立。1856年两院厅舍建成后，维多利亚议会开始在议会大厦现址议事。
1901年澳大利亚联邦成立。由于《宪法》规定联邦的正式首都必须在两大城市悉尼和墨尔本之外新建，因此在新的首都建成之前联邦议会决定在墨尔本暂驻。维多利亚议会因此腾出议会大厦搬入皇家展览馆议事，而原殖民地议会大厦成为暂时的澳大利亚议会大厦。澳大利亚联邦成立初年的许多重要政治事件都在此发生，包括1901年澳大利亚工党联邦党团的成立会议，1909年自由贸易党和保护主义党的并入联邦自由党（现在的澳大利亚自由党的前身之一），1916年澳大利亚工党在征兵问题上的重大分裂（包括将工党籍总理开除党籍）等。1927年，首都堪培拉的议会大厦（现今的旧国会大厦）完工，联邦议会告别墨尔本迁往新首都，维多利亚议会回迁议会大厦。

## 照片

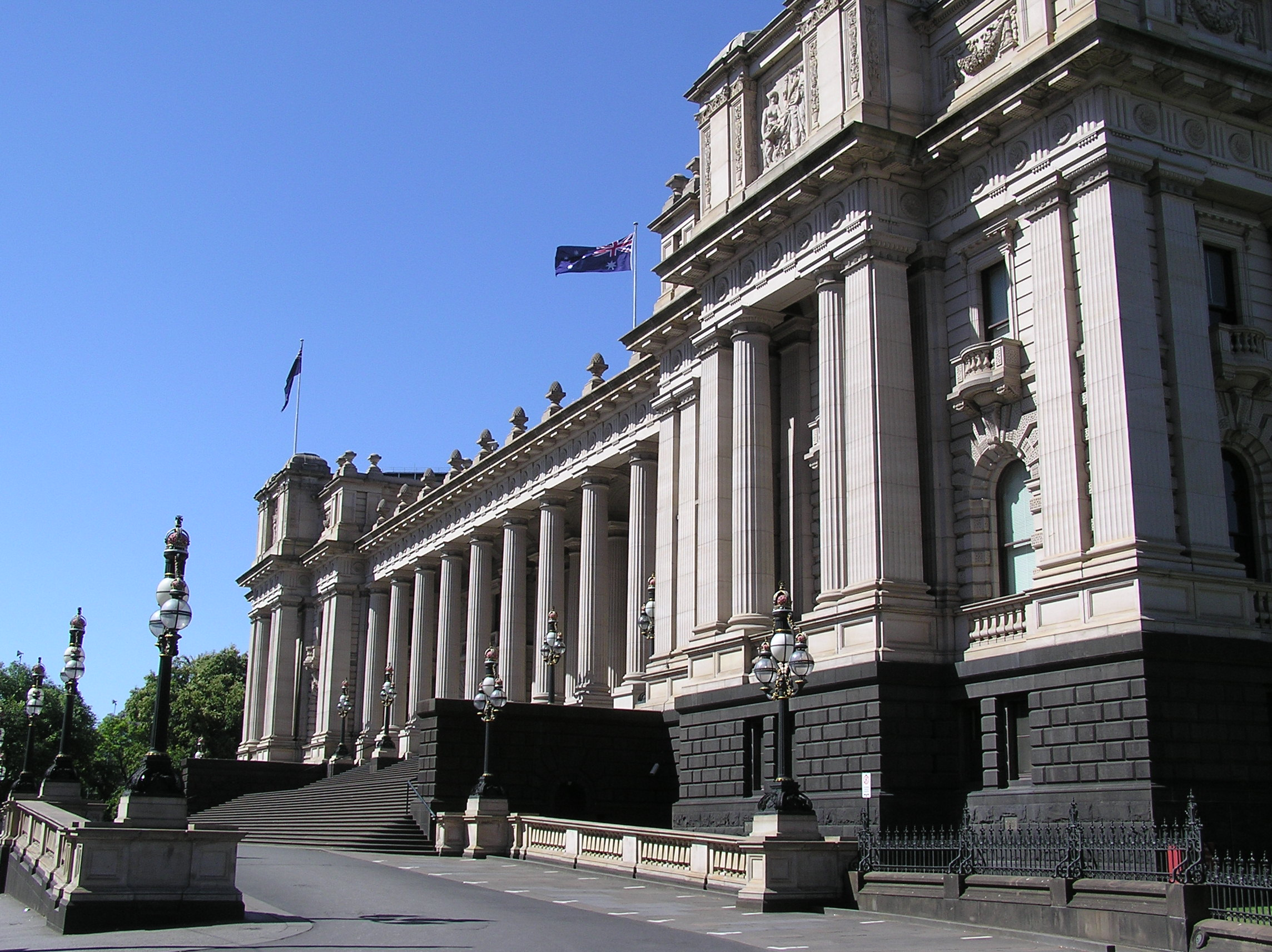
司布林街上的大厦正立面
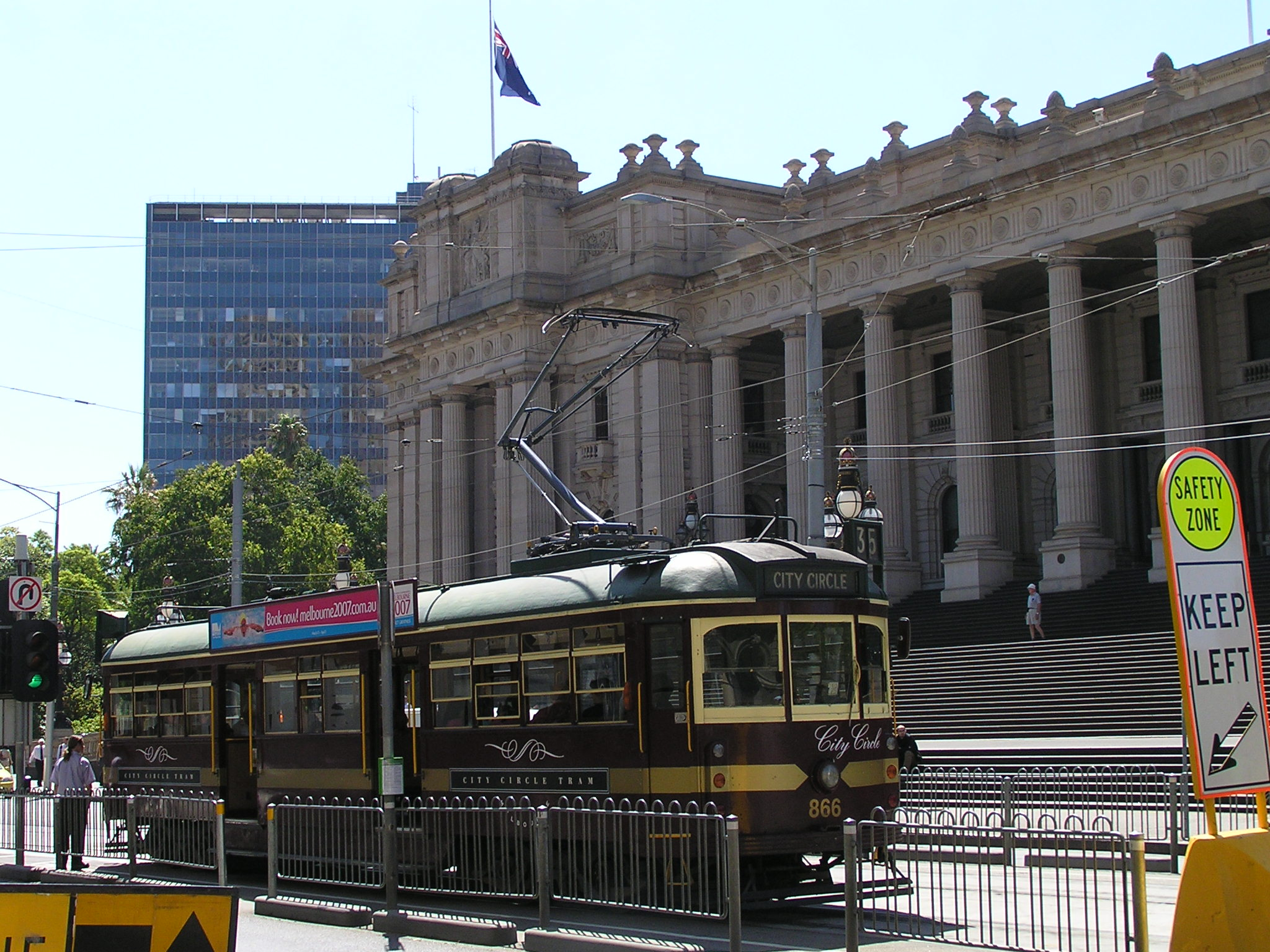
墨尔本特色：电车驶过议会大厦门前
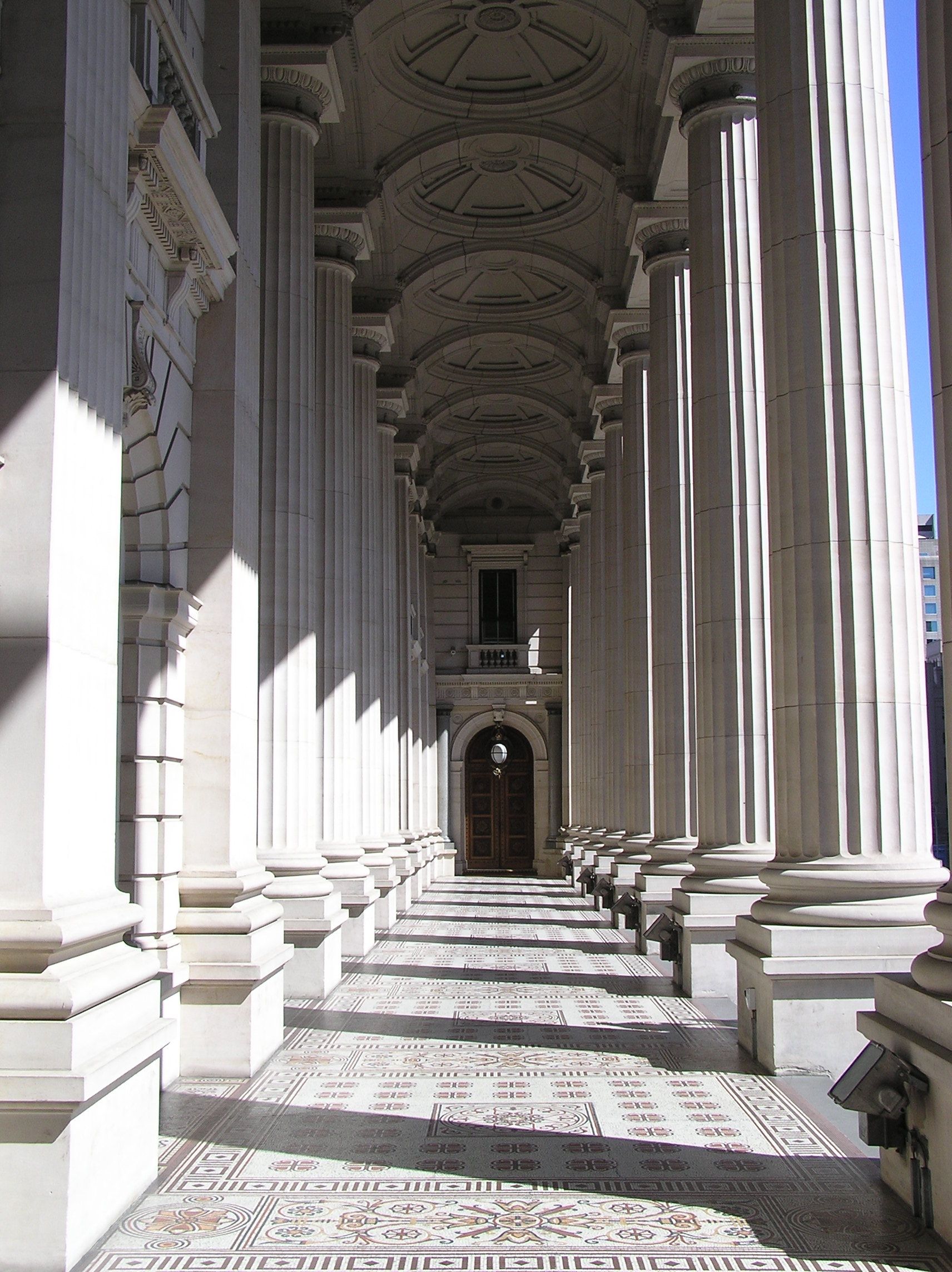
大厦正立面的柱廊
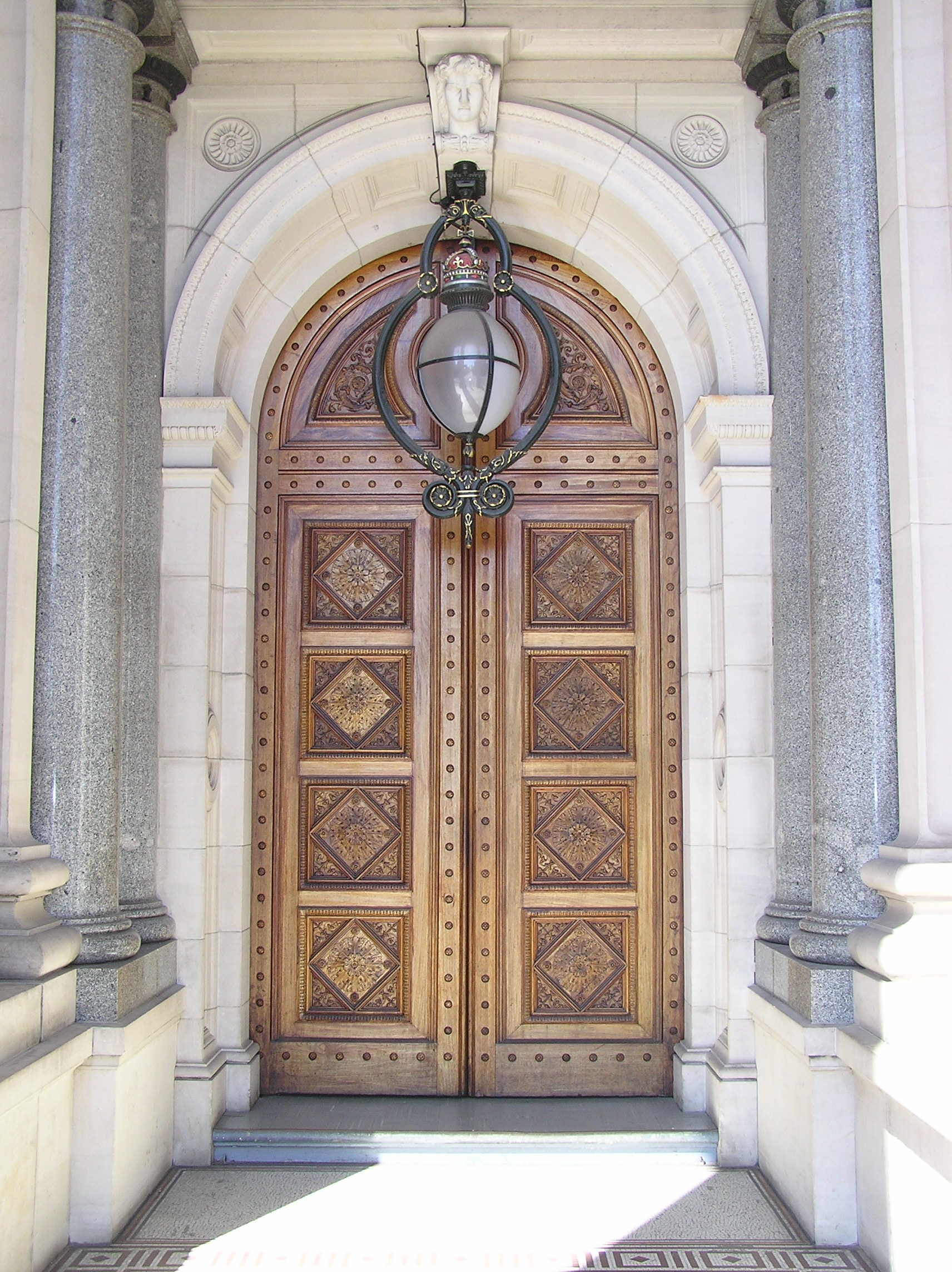
大厦柱廊末端的边门
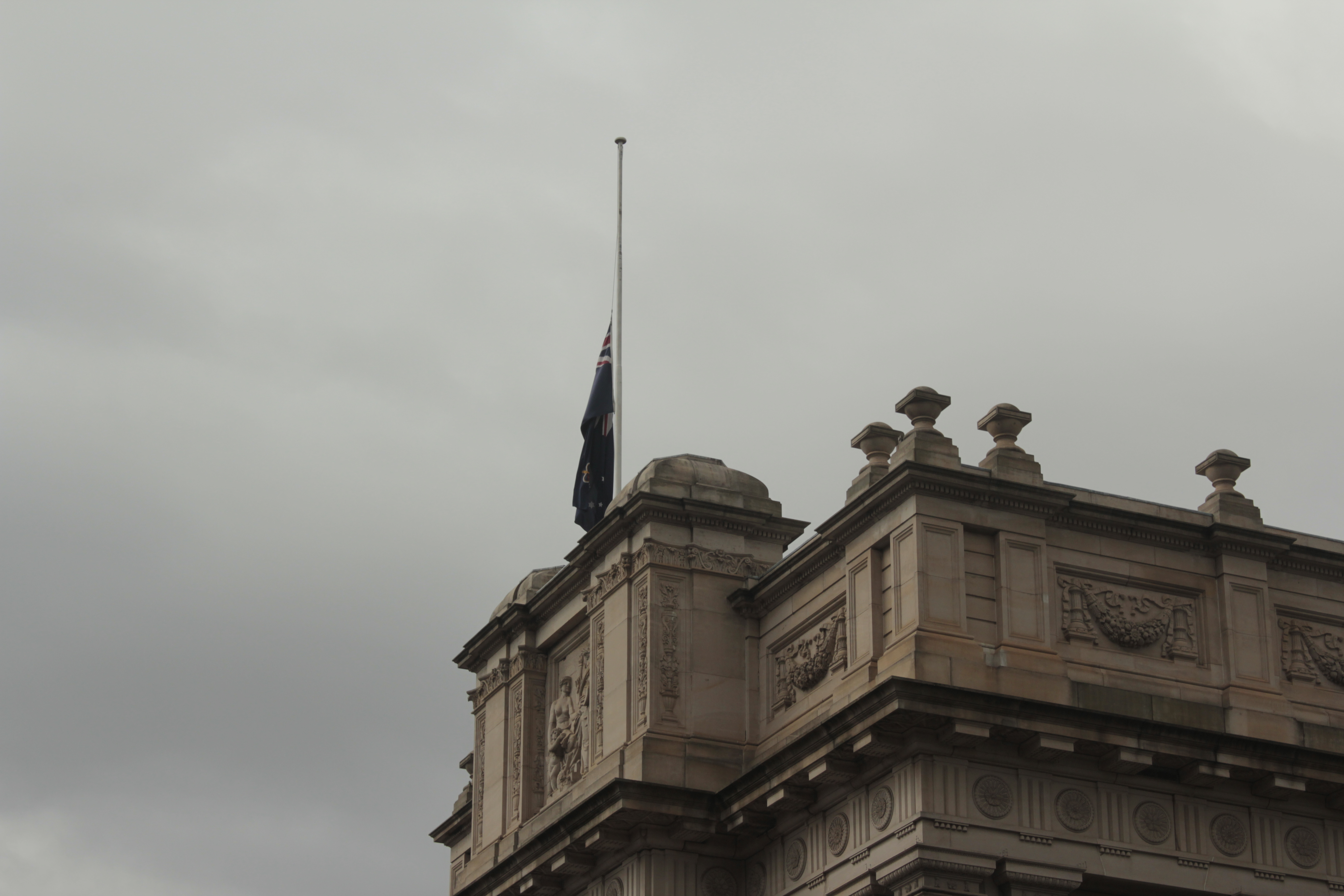
2012年大厦楼顶的国旗为纪念巴厘爆炸案10周年下半旗